# Калатсова
Калатсова (ест. Kalatsova), також Калатсева, Калачева, Калату, Ваате, Ваатемяе — село в Естонії, входить до складу волості Меремяе, повіту Вирумаа.